# 恩谢德-奥什塔-万特尔
恩谢德-奥什塔-万特尔（瑞典語：Enskede-Årsta-Vantör）是瑞典首都斯德哥爾摩的一個區，位於斯德哥爾摩的南部。恩谢德-奥什塔-万特尔成立於2007年1月，由恩谢德-奥什塔和万特尔兩個區合併而成。2014年，恩谢德-奥什塔-万特尔有人口96,916人。